# روب نولز
روب نولز (بالإنجليزية: Rob Knowles)‏ هو سياسي أسترالي، ولد في 4 يوليو 1947. انتخب عضو المجلس التشريعي الفيكتوري.